# 海菲爾德 (明尼蘇達州)
海菲爾德（英語：Hayfield）是一個位於美國明尼蘇達州道奇縣的城市。

## 人口
根據2020年美國人口普查的數據，海菲爾德的面積為3.24平方千米，當中陸地面積為3.24平方千米，而水域面積為0.00平方千米。當地共有人口1364人，而人口密度為每平方千米421人。